# Basilica collegiata di San Giuseppe
La Basilica Pontificia Minore, Collegiata, Prepositurale di San Giuseppe è il luogo di culto cattolico principale di Seregno, in provincia di Monza e Brianza e arcidiocesi di Milano; fa parte del decanato di Seregno-Seveso.

## Storia

### Origini
Nella seconda metà del Settecento il governo austriaco di Milano, in accordo con l'allora arcivescovo di Milano, il cardinale Giuseppe Pozzobonelli, decise di abbattere le precedenti due chiese parrocchiali di Seregno, una più antica dedicata al martire san Vittore e l'altra, anch'essa medievale, sebbene più recente, dedicata a sant'Ambrogio, per sostituirle con un'unica chiesa parrocchiale dedicata a san Giuseppe. La decisione fu causata da preoccupazioni di ordine pubblico, determinate dalle frequenti liti delle confraternite delle due precedenti parrocchie (i "rossi" di San Vittore e i "bianchi" di Sant'Ambrogio). La nuova chiesa, dedicata a san Giuseppe, protettore dell'arcivescovo, culto nuovo per Seregno, doveva diventare il simbolo della ritrovata unità e sarebbe stata edificata a metà strada tra le due precedenti.
La posa della prima pietra del nuovo edificio avvenne il 27 agosto del 1769, alla presenza del conte Firmian e del prevosto di Desio, Melchiorre Zucchelli. Il primo progetto dell'architetto barnabita Ermenegildo Pini prevedeva una chiesa rotonda molto grande, che poteva ospitare 3600 fedeli, ma fu rimesso in discussione per mancanza di fondi nel 1771. Approvato il nuovo ridotto progetto di Giulio Galliori, i lavori ripresero e la chiesa poté essere inaugurata solennemente il 6 maggio del 1781, alla presenza del padre provinciale degli agostiniani Paolino di Santa Chiara, che pronunziò il discorso inaugurale.
Negli anni successivi l'interno della chiesa fu abbellito con altari, tele e con un ciborio in bronzo dorato con pietre preziose, ottenuto nel 1786 dai beni della soppressa chiesa milanese di Santa Caterina di Brera dalla confraternita del Santissimo Sacramento di Seregno e collocato sull'altar maggiore.
Il parroco presente all'inaugurazione fu Giovanni Battista Montano, che fu trasferito nel dicembre del 1781 ad un'altra parrocchia: gli successe Gioacchino Boldrini, che restò parroco fino al 1821 per quarant'anni.
Nel 1841 l'arcivescovo di Milano, cardinale Karl Kajetan von Gaisruck rese la parrocchia di Seregno sede di prepositura e la rese indipendente dalla pieve di Desio: il parroco Luigi Colombo fu il primo a portare il titolo di prevosto.
Dal 1854 fu prevosto per trent'anni Saverio Comelli. A partire dal 3 luglio del 1868 la chiesa di San Giuseppe accolse il patriarca titolare di Alessandra d'Egitto Paolo Angelo Ballerini, che vi rimase fino alla morte, il 27 marzo del 1897. La tomba di Paolo Angelo Ballerini si trova, entrando nella basilica, sulla destra. Il monumento in marmo, realizzato nel 1898, è opera dello scultore Francesco Confalonieri (1850 - 1925).
Per istanza del prevosto Comelli, la chiesa fu solennemente consacrata al culto con la dedicazione a san Giuseppe, ad opera del patriarca Ballerini, delegato a tale compito dall'arcivescovo di Milano Luigi Nazari di Calabiana. La cerimonia avvenne il 22 settembre del 1881, a cento anni dalla prima benedizione e apertura al pubblico.

### Collegiata
Nel 1908 l'esterno della chiesa fu completato con una modesta facciata in cemento ad opera dell'architetto Scanavini.
Nel 1909 divenne prevosto Carlo Dalmazio Minoretti, professore della facoltà teologica di Milano, noto per il suo insegnamento nel campo delle dottrine sociali,  e presidente delle Settimane sociali dei cattolici italiani.
Nella chiesa di San Giuseppe nel 1916 don Minoretti fu consacrato vescovo di Crema dal cardinale Andrea Carlo Ferrari.
Gli successe come prevosto di San Giuseppe Enrico Ratti, che vi rimase per oltre quarant'anni, fino al 1957. Nel 1925 una bolla pontificia elevò la chiesa prepositurale al rango di collegiata.
Una nuova facciata monumentale era stata progettata dall'architetto Ottavio Cabiati e il progetto fu approvato nel 1941. Nel 1942 fu posta la prima pietra alla presenza del cardinale Schuster e la facciata completata venne inaugurata nel 1944. Nel frontone venne collocato un mosaico disegnato da Salvatore Saponaro e realizzato dal mosaicista Giorgio Crapputo.
Sotto il prevosto Bernardo Citterio, successore di don Ratti, venne progettato dall'architetto Luigi Brambilla un adeguamento dell'interno alla nuova facciata monumentale, che consistette nella sostituzione della copertura a falde con una cupola su un alto tamburo. L'edificio raggiunse i 38 m di altezza. I lavori furono ultimati e inaugurati dal prevosto Luigi Gandini, successore di monsignor Citterio dal 1964.

### Basilica minore
Il prevosto Gandini richiese nel 1976 il conferimento del titolo di basilica minore alla chiesa di Seregno a papa Paolo VI, in seguito ad una promessa che questi aveva fatto al suo predecessore quando era ancora arcivescovo di Milano.
Il cardinale Karol Wojtyła, allora arcivescovo di Cracovia, aveva visitato la collegiata di Seregno nel settembre del 1963, nel novembre del 1964 e ancora nel settembre del 1973. Come papa Giovanni Paolo II donò alla chiesa un quadro della Madonna di Czestochowa. Nel maggio del 1981, nel secondo centenario della costruzione della chiesa, il papa concesse alla collegiata il titolo di basilica romana minore, con il breve Semper quidem Ecclesia catholica dell'11 maggio.
In occasione della celebrazione a Milano del 20º congresso eucaristico nazionale nel maggio 1983, papa Giovanni Paolo II visitò la basilica di Seregno il 21 maggio. In tale occasione una statua del papa in bronzo dello scultore Antonio De Nova fu collocata nel piazzale antistante per ricordare la visita.
Il prevosto Luigi Gandini venne nominato dal papa protonotario apostolico sopranumerario. Morì dopo cinquant'anni di sacerdozio nel 1995 e fu sostituito dal nuovo prevosto Silvano Motta. A Luigi Gandini si deve anche la realizzazione del "Cristo Morto" in bronzo,
opera dello scultore Alberto Ceppi, inaugurato il Venerdì Santo del 1977. Nel 1999 l'altar maggiore venne spostato al centro della chiesa in seguito alle mutate esigenze liturgiche. Il nuovo altare, opera dello scultore Floriano Bodini venne consacrato dall'arcivescovo di Milano, il cardinale Carlo Maria Martini il 18 dicembre. Lo scultore fu autore anche di un nuovo ambone e di una sedile per il celebrante, benedetti nel 2000.
Nel 2012 il prevosto Bruno Molinari succedette a Silvano Motta.
Dal settembre 2014 la chiesa è sede della comunità pastorale "San Giovanni Paolo II", nata dall'unificazione delle due comunità pastorali cittadine di "Maria Madre della Chiesa", che comprendeva le parrocchie di Santa Valeria e di San Giovanni Bosco al Ceredo, e di "San Luca".

## Organo a canne

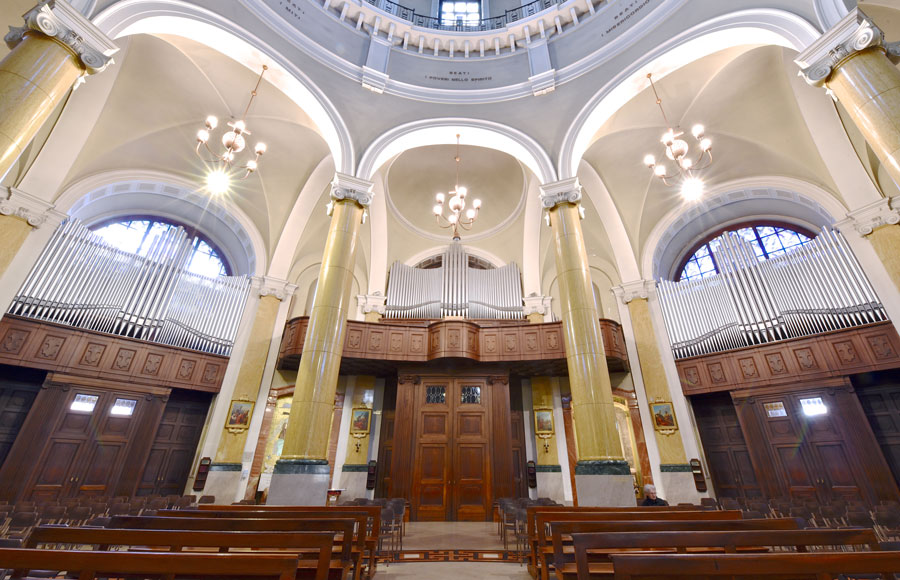
Interno verso la controfacciata con l'organo a canne

L'organo per la chiesa fu acquistato nel 1810, proveniente dalla monachia di San Paolo di Milano, soppressa dalle leggi napoleoniche. Lo strumento fu ampliato e migliorato ad opera dell'organaro Chiesa e del falegname Carlo Ottolina negli anni successivi e i registri della parrocchia ricordano le successive spese di sistemazione e manutenzione.
Nel 1847 venne nominato organista della chiesa prepositurale Filippo Martinoli, che insieme al sacerdote Antonio Cantù costituì la cappella musicale della chiesa, tra il 1855 e il 1861.
Nel 1863 Martinoli si dimise e venne sostituito da Eugenio Pozzoli.
Nel 1965 l'organo venne spostato sopra il portale centrale della basilica con le cure dell'organaro Alessandro Corno. Nel 1971 venne aggiunto un organo espressivo-positivo, mentre tra il 1972 e il 1973 venne aggiunto l'organo corale. Il registro della Bombarda da 8' venne sostituito con il registro del Controfagotto 16'. Lo strumento così rinnovato venne inaugurato nel 1975 con un concerto. Nel 1991 è avvenuto l'ultimo restauro, con una nuova intonazione e accordatura e con l'aggiunta di due registri d'ancia (Fagottregal 16' al Positivo espressivo al posto della Chiarina 4' e Trombina 4' al Grand'organo).
Nel luglio 2014 sono iniziati i lavori per la ristrutturazione dell'intero organo a cura di Antonio e Donato Corno, resisi necessari a causa della rottura del mantice a ventaglio del Positivo espressivo nel 2011. I lavori di ripristino hanno riguardato la sostituzione dei manitici dei corpi Grand'Organo e Positivo espressivo, con l'aggiunta di mantici dedicati ai registri di basseria; la sostituzione della consolle a trasmissione elettrica, con una a trasmissione digitale con 1.592 combinazioni aggiustabili e con l'inversione, rispetto allo schema precedente, delle tastiere del Grand'organo con quella del Positivo espressivo. I lavori si sono conclusi nel mese di aprile 2017, ed il successivo 13 maggio è stato ufficialmente inaugurato con un concerto dell'organista francese Sophie-Vèronique Cauchefer-Choplin.